# Kastell Vetus Salina

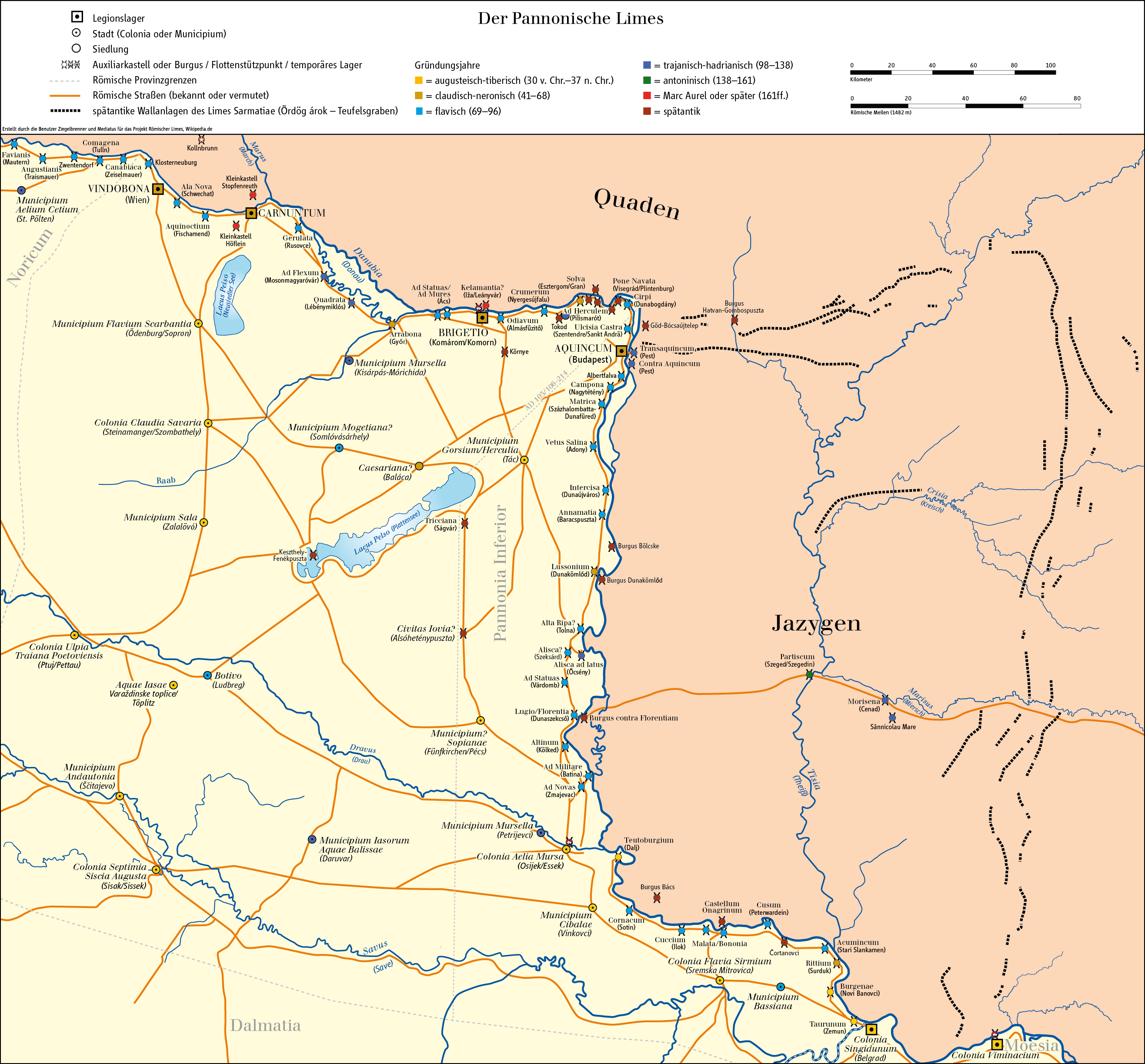
Die Lage von Vetus Salina am niederpannonischen Donaulimes.

Das Kastell Vetus Salina war ein römisches Militärlager, dessen Besatzung für Sicherungs- und Überwachungsaufgaben am pannonischen Donaulimes (Limes Pannonicus) bereitstand. Der Strom bildete in weiten Abschnitten die römische Reichsgrenze. Die sich unmittelbar an der Donau befindlichen Reste des Kastells liegen in den Gemarkungen der ungarischen Gemeinde Adony im Komitat Fejér. Überregional bekannt wurde die Grabungsstätte durch ein Jupiter-Dolichenus-Heiligtum.

## Lage
Im Bereich von Kastell und dem Lagerdorf wurden während der Grabungen vorgeschichtliche Gräber der frühen Eisenzeit entdeckt. Spuren einer Siedlung aus dieser Epoche fanden sich jedoch nicht. Die antike Situation des am flachen Westufer der Donau gegründeten Kastellplatzes lässt sich heute nur mehr in Ansätzen nachvollziehen, da der Strom in diesem Bereich seit der Antike sein Flussbett mehrfach geändert hat und dadurch einen Großteil der römischen Zeugnisse vernichtete. Einst lag die Fortifikation gegenüber der rund 48 Kilometer langen und bereits in der Antike bestehenden Csepel-Insel, die etwas weiter stromabwärts mündet. Diese Insel war nach den Markomannenkriegen (166–180) von den Römern zum militärischen Sperrgebiet für die am Ostufer lebenden sarmatischen Jazygen erklärt worden. Trotz einer offiziellen Bündnisverpflichtung gegenüber Rom war dieser Stamm oftmals zum Aufruhr bereit und eine stetige Bedrohung für die angrenzenden Provinzen.
In nachrömischer Zeit muss sich die Donau unmittelbar über die mittelkaiserzeitliche Garnison geschoben haben, da sich bis auf deren Südwestecke nichts mehr erhalten hat. Auch bedeutende Teile des Lagerdorfes (Vicus) sind dadurch zerstört worden. Heute liegt die erhaltene Kastellecke unter einem bewirtschafteten Feld, das sich im Westen unmittelbar an die Landstraße 6 anschließt. Südlich und westlich der rechteckigen landwirtschaftlichen Nutzfläche hat sich die Bebauung von Adony bereits bis an das Kastellareal herangeschoben, nördlich wurde direkt am Ortsausgang eine Tankstelle errichtet. Östlich der Landstraße zieht sich im Bereich der ergrabenen römischen Baureste ein 30 bis 40 Meter breiter bewaldeter Saum entlang, an den sich wiederum ein Donaualtarm anschließt. Dieser Nebenarm trennt eine kleine Insel vom Ufer ab. Westlich der Kastellecke wird die Limesstraße vermutet.

## Name

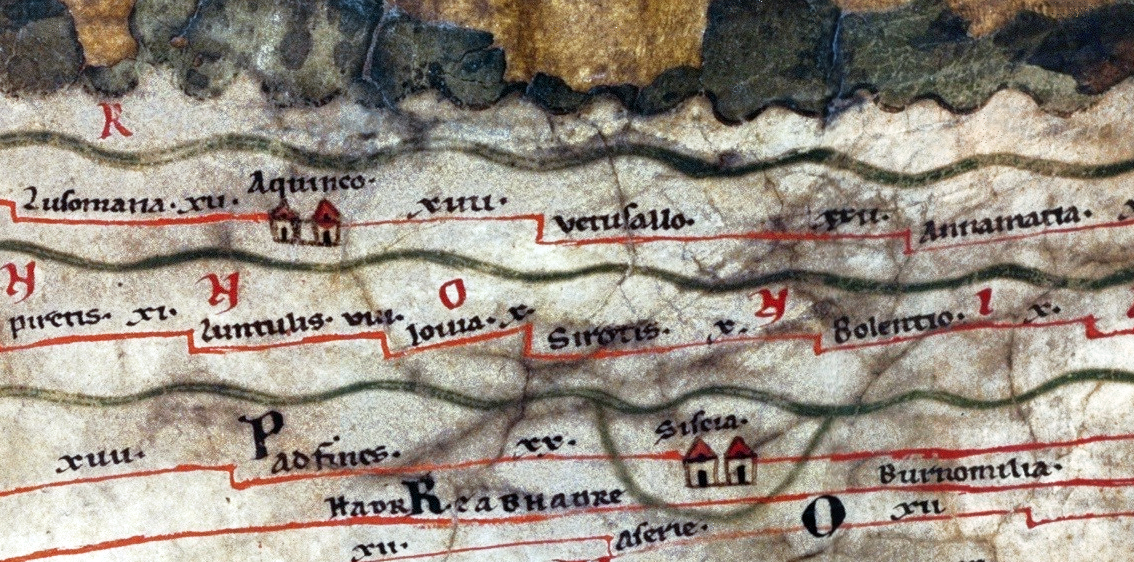
Vetus Salina (Vetusallo) – zwischen Aquincum und Annamatia (heute Baracs) – im oberen Bildbereich der Tabula Peutingeriana.

Vetus Salina wird in einigen der wichtigsten erhaltenen antiken Quellen genannt. So im Atlas Geographike Hyphegesis des Claudius Ptolemäus aus dem 2. Jahrhundert, im Itinerarium Antonini, einem Verzeichnis der wichtigsten römischen Reichsstraßen aus dem 3. Jahrhundert, der spätantiken Straßenkarte Tabula Peutingeriana aus dem 4. Jahrhundert, dem gleichfalls spätantiken Staatshandbuch Notitia dignitatum und beim byzantinischen Geographen von Ravenna, der im 7. Jahrhundert schrieb. Zudem fand sich die Bezeichnung für dessen Bewohner auf einer nach Dunaújváros verschleppten Bauinschrift als Vetussalinenses.

## Forschungsgeschichte
Bereits 1780 bewies der Jesuit und Altertumskundler Stephan Schönwiesner (1738–1815) in seinem geographischen Kommentar In Romanorum iter per Pannoniae Ripam … Commentarius Geographicus anhand der verschiedenen erhaltenen antiken Schriften und örtlichen Befunde die Übereinstimmung von Adony mit dem antiken Vetus Salina. 1835 notiert die Oesterreichische National-Encyklopädie, dass Adony mancherley römische Alterthümer habe. 1846 erschien eine Beschreibung von Elek Kovács zu den Ruinen der ehemaligen römischen Colonie und 1856 berichtete der Vorstand der k.u.k. Gouvernements-Bausection in Ungarn neben anderen damals aktuellen römischen Funden über die antike Siedlung. Die umfangreichsten Grabungen fanden von 1949 bis 1950 sowie 1954 im verbliebenen Kastellareal unter der Leitung von László Barkóczi statt, bevor der Neubau der Landstraße 6 durch diese Zone geführt werden konnte. Im Vicusbereich wurde unter anderem 1975 eine Notgrabung unter der Archäologin Zsuzsanna Bánki an einem Jupiter-Dolichenus-Heiligtum vorgenommen. Weitere Untersuchungen in diesem Bereich fanden 1997 und 2001 statt.
Von Juni bis November 2009 fand im Intercisa-Museum von Dunaújváros eine umfassende Ausstellung über das bis dahin entdeckte Fundgut und den Stand der Forschung in Adony statt.

## Baugeschichte

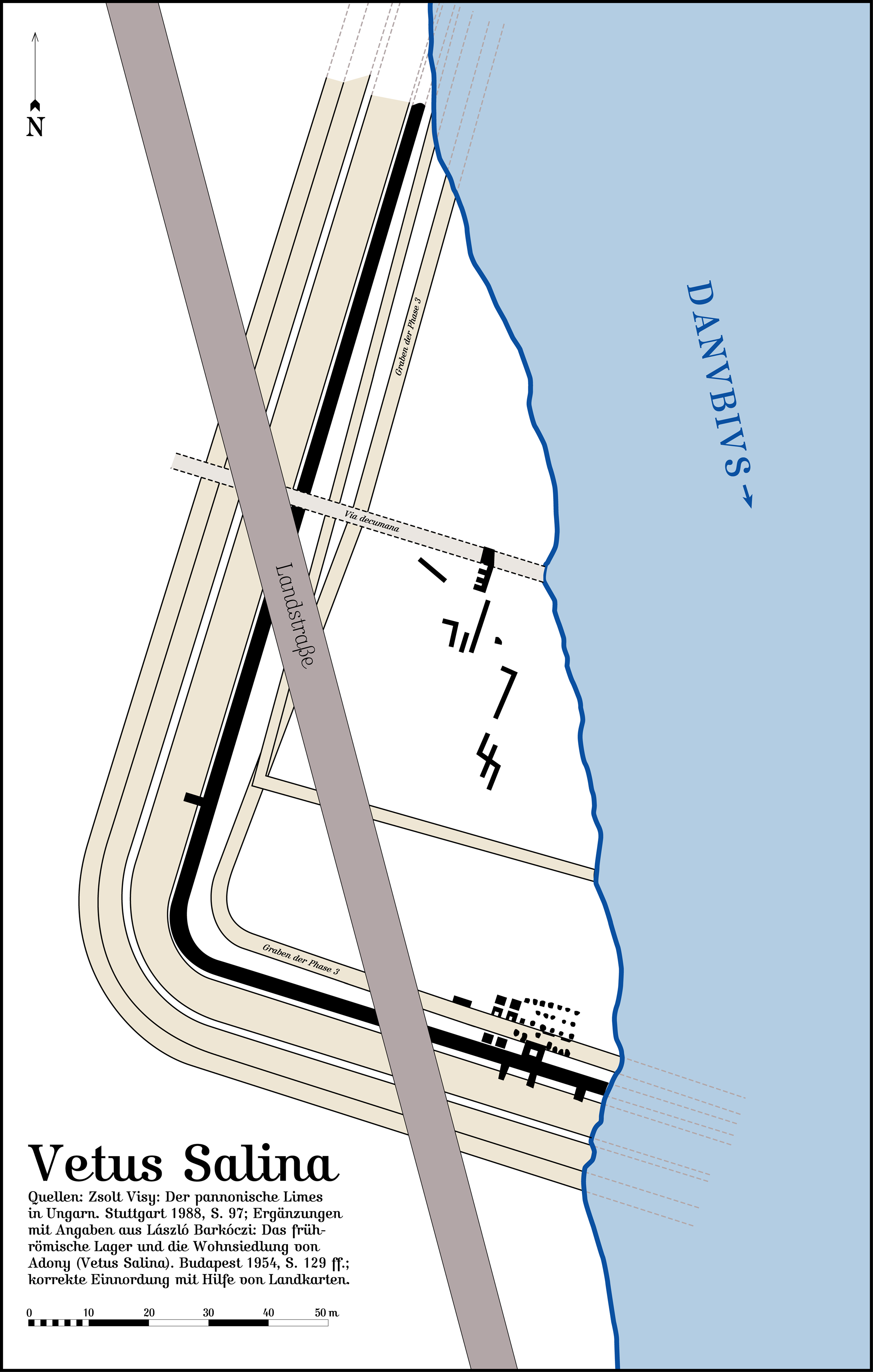
Skizze zum Gesamtgrabungsplan mit einigen Forschungsergebnissen.

Im Jahr 1969 wurden nördlich des Steinkastells, unmittelbar westlich der Landstraße 6 an der Abzweigung nach Iváncsa, die Umrisse eines rund 230 × 270 Meter großen, rechteckigen Holz-Erde-Lagers aus der Luft aufgenommen, an dem bisher aber noch keine Forschungen vorgenommen worden sind. Möglicherweise stammt diese Anlage noch aus dem 1. Jahrhundert. Die vier Ecken dieses Feldlagers liegen fast genau in west-östlicher bzw. nord-südlicher Richtung. Die Ostecke markiert die Kreuzung und die dort errichtete, ursprünglich aus dem Jahr 1726 stammende Szalma csárda. Über die Westecke läuft die neuzeitliche Straße nach Iváncsa. Nördlich des Lagers fließt ein Bach vorbei. Der das Steinkastell durchschneidende Altarm der Donau befindet sich im Osten, die von Norden kommende Limesstraße konnte bis kurz vor das Lager nachgewiesen werden.
Inwieweit diese nördlich entdeckte Holz-Erde-Anlage baugeschichtlich mit Vetus Salina zu tun hat, ist unbekannt, vielleicht stammen sie auch nur von einem kurzfristig belegten Marschlager. Als topographische Verbindung zwischen den beiden Befestigungen lässt sich jedoch deren Gesamtausrichtung festhalten. Beide Standorte sind mit ihren Achsen in eine südwestlich–nordöstliche Richtung ausgerichtet, was einen Hinweis auf den heute stark veränderten Donaulauf geben kann. Die noch nachweisbaren Vorgängerbauten des Steinkastells von Vetus Salina selbst konnten unter der erhaltenen Südwestecke aufgefunden werden. Das zahlenmäßig geringe Sigillatenmaterial aus Adony war für die zeitliche Bestimmung der verschiedenen Bauphasen von einiger Bedeutung.

### Holz-Erde-Phase

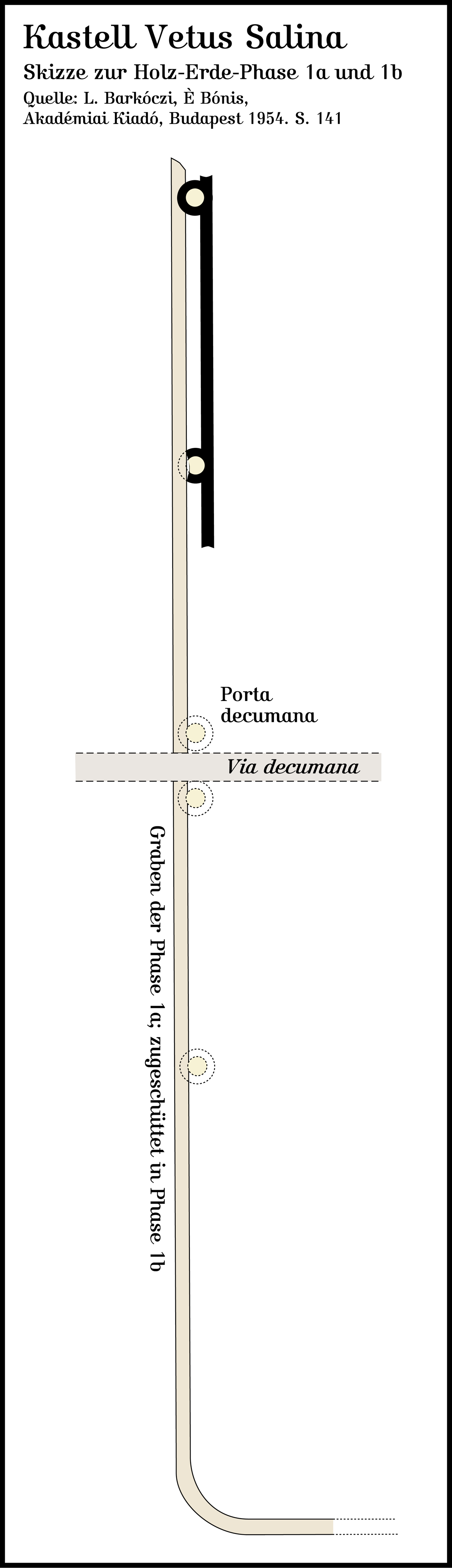
Skizze zur ersten Bauphase.

Insgesamt wurden drei aufeinander folgende Perioden eines Holz-Erde-Lagers in Vetus Salina gefunden, die in die Zeit zwischen der Mitte des 1. Jahrhunderts und dem 2. Jahrzehnt des 2. Jahrhunderts datiert werden konnten.

#### Phase 1a und 1b
Die in einem Abstand von je 25 Metern errichteten, nachträglich eingebauten Türme der ältesten Anlage sprangen deutlich aus einer wahrscheinlich mit Steinen und Balken gestützten Erdmauer hervor und besaßen einen Innendurchmesser von 3,40 Metern. Das einfache Grabenwerk war bei der Untersuchung noch bis in eine Tiefe von 0,80 Meter erhalten und lag 1,50 Meter vor der Kastellmauer. Nachdem die Türme eingesetzt worden waren, reichten sie bis zur Mitte des frühesten Grabens und waren durch je vier Pfostenlöcher für die Archäologen als hölzerne Bauwerke erkennbar. Der nachträgliche Einbau der Türme zeigte deutlich, dass aus dem bisher nur provisorisch angelegten Lager nun eine für einen längerfristigen Gebrauch bestimmte Anlage entstand.
Die für diese Phase relevante stratigraphische Schichtung weist an mehreren Stellen deutliche Brandspuren auf. Als Fundmaterial konnten Münzen aus der Zeit des Kaisers Claudius (41–54), padanische Sigillaten und Gläser geborgen werden, die eine Datierung vor dem Regierungsantritt Kaiser Domitians (81–96) verdeutlichen. Im Einklang mit der zeitlich vergleichbaren Entwicklung und den neueren Forschungen am nördlicher gelegenen Kastell Budapest-Albertfalva ist auch für Vetus Salina wahrscheinlich von einer Gründung unter Kaiser Vespasian (69–79) auszugehen, wie dies schon Barkóczi nahelegte. Die Brandspuren im Lager könnten mit dem im Jahr 91/92 erfolgten Großangriff der Jazygen zusammenhängen, die bis nach Brigetio vorstießen und dabei die Legio XXI Rapax vernichteten.

#### Phase 2
Diese Phase soll laut Barkóczi als einzige nicht am Platz des späteren Steinkastells stattgefunden haben, sondern etwas weiter südlich, denn dort wurde ein weiteres Holz-Erde-Kastell entdeckt, das nach Fundausweis gegen Ende des 1. Jahrhunderts belegt war. Das antike Laufniveau ließ sich zwar nicht mehr feststellen, jedoch konnte die ungefähre zeitliche Zuordnung über die Keramik ermittelt werden, die in dem 4 Meter breiten und 1,8 Meter tiefen umlaufenden Graben der Befestigung geborgen wurde. In seiner Beschreibung über Vetus Salina hat Zsolt Visy 1988 diesen dritten Kastellstandort bei Adony zwar nur am Rande erwähnt, ihn aber dennoch aus dem Kontext der eigentlichen Garnison herausgenommen.

#### Phase 3
Die anschließende Phase wurde wieder am Ort des ersten Kastells direkt über dessen Grundriss errichtet, wobei alle Bauten offensichtlich komplett neu aufgezogen wurden. Die Palisade mit dem Wehrgang bestand nun aus einer doppelten, hintereinanderliegenden Pfostenreihe, die zur Via Sagularis (Lagerringstraße) mit schräg angesetzten Balken abgestützt wurde. Der Abstand dieser Stützbalken untereinander betrug 1,5 Meter. Im Bereich der Südwestecke des Kastells konnte ein rechteckiger Turm untersucht werden. Die neuerrichteten Gebäude hinter der Lagerringstraße – im Kastellinneren – waren auf steinernen Fundamenten errichtet worden, wie auch in Albertfalva beobachtet werden konnte. Dort ist das entsprechende Neubauprogramm von den Archäologen in die Zeit nach dem 91/92 erfolgten Jazygenangriff gelegt worden. Das Fundgut aus der stratigraphischen Schicht dieser Phase barg Münzen der Kaiser Nerva (96–98) und Trajan (98–117) sowie südgallische Terra Sigillata aus Banassac. Dieser Töpferort gewann im späten ersten Jahrhundert an Bedeutung. Der einzige Graben dieser Anlage war 3 Meter breit und 2 Meter tief. Diese, sowie die nächsten beiden Bauphasen wurden in der Vergangenheit allesamt in die Regierungszeit des Kaisers Hadrian (117–138) taxiert.

#### Phase 4
Auch in dieser Phase bestand die Umwehrung noch immer aus einer doppelten Pfostenreihe. Deren Gruben wurden teilweise in den zugeschütteten Graben des dritten Lagers gegraben. Die 35 bis 40 Zentimeter durchmessenden Pfähle waren in einer Entfernung von 1,4 Metern in den Boden gerammt worden waren. Die Tiefe der beiden Pfostenreihen, zwischen denen der einstige, aus Erde aufgeschüttete Wehrgang lag, betrug bis zu 1,2 Meter und wurde wie in Phase 3 mit schräggestellten Stützbalken zum Kastellinneren hin abgesichert. Nach Barkóczi wurden diese Stützbalken von der nach innen schräg abfallenden Erdrampe des Wehrganges überlagert. Als Neuerung fand sich an der erhaltenen Südseite der Befestigung die aus kleinen Steinen bestehende Fundamentierung eines 4 Meter durchmessenden, runden Turmes, der eine Mauerstärke von 70 Zentimetern aufwies. Außerdem konnten im Kastellinneren wieder Gebäudereste ermittelt werden. Der für diese Phase festgestellte Doppelgraben besaß eine Breite von je 10 Metern. Der erste Graben wurde mit einer Tiefe von 2,5 Metern, der zweite mit 2 Metern vermessen. In diese Phase gehört die grau gebrannte, geglättete Schüsselform Drag. 44, welche in die erste Hälfte des 2. Jahrhunderts datiert wird. Zudem wurde Terra Sigillata mit den Stempeln des Severus und Ianus entdeckt. Herstellungsorte von Waren mit dem Ianus-Stempel finden sich vor 95 im mittelgallischen Terra-Sigillata-Zentrum von Lezoux bei Clermont-Ferrand und anschließend im elsässischen Heiligenberg. Spätestens 160 n. Chr. ist diese Manufaktur nach Rheinzabern (Tabernae) abgewandert. Auch Severus hat in Heiligenberg gearbeitet.

### Steinbauphase
Wie Visy 1988 festhielt, soll der Umbau in Stein unter Kaiser Antoninus Pius (138–161) stattgefunden haben. Barkóczi differenzierte zwei Entwicklungsstufen und setzt die letzte nach den Markomannenkriegen (166–180) an. Seit Erscheinen seines Grabungsberichtes 1954 hat sich unter anderem die Klassifizierung der Terra-Sigillata erheblich verfeinert und verändert, so dass etliche wichtige Fixpunkte, die Barkóczi mithilfe der Keramik noch setzte, heute nicht mehr gültig sind.

#### Phase 1
Das Laufniveau des letzten Holz-Erde-Ausbaus blieb zu dieser Zeit noch bestehen; ebenso behielt die Besatzung den runden Turm und das Grabenwerk bei. Als bedeutendste Neuerung wurde für diese Phase der komplette Ausbau der Wehranlage in Stein festgestellt. Die nun vor der Erdrampe mit dem Wehrgang liegende Mauer war 0,8 Meter stark. Wie Barkóczi feststellte, wurde die Innenbebauung des älteren Holz-Erde-Lagers weiterverwendet.
Das Fundgut barg neben zahlreichen Gefäßbruchstücken auch einige Sigillaten aus Lezoux sowie aus den Großbetrieben von Rheinzabern. In Lezoux hatte man bereits im 1. Jahrhundert n. Chr. begonnen, diese Art von Keramik herzustellen, und versorgte bis ins 3. Jahrhundert Kunden im ganzen Imperium. Die Rheinzaberner Produktion soll um 150 n. Chr. angelaufen sein und wurde wahrscheinlich in den Jahren 260/270 n. Chr. beendet. Am Bruchstück einer Terra-Sigillata-Schüssel der Form Drag. 37, die auf der rückwärtigen Lagerstraße, der Via decumana gefunden wurde, hatte sich der Stempel des Rheinzaberner Töpfers Augustalis erhalten. Dieser Produzent arbeitete wohl im späten 2. und frühen 3. Jahrhundert. Neben der datierbaren Keramik fanden sich Ziegelstempel der Cohors III Batavorum milliaria (3. Doppelkohorte der Bataver).

#### Phase 2
Barkóczi nahm an, dass es aller Wahrscheinlichkeit nach eine zweite Steinbauphase gegeben haben muss. Das erste Steinlager sei während der Markomannenkriege zerstört worden „und zwar nicht nur darum, weil damals der gesamte Limes einer allgemeinen Verwüstung ausgesetzt war, sondern weil selbst die geringste Spur nicht vorhanden ist, die in das III. Jahrhundert überleitet.“
Die stratigraphische Schichtung dieser Phase war bei der Auffindung bereits zerstört; auch konnten keinerlei Funde geborgen werden. Das Gelände ist noch in römischer Zeit planiert worden, wobei im Vorfeld alle Mauersteine entfernt wurden. Die zu diesem Kastellbau gehörenden Doppelgräben waren je 10 Meter breit sowie 4,5 Meter bzw. 2 Meter tief und ebenfalls noch in der Antike zugeschüttet worden. Der Steinbau bestand bis in die zweite Hälfte des politisch unsicheren 3. Jahrhunderts. Damals nutzten die Jazygen gemeinsam mit ihrem Verbündeten, den Roxolanen, 259/260 die durch Bürgerkriege bedingte militärische Schwäche der Römer für neue Raubzüge aus, im Zuge dessen sie bis an den Südwestrand der Provinz Pannonia superior vordringen konnten. Möglicherweise wurde Vetus Salina sowie auch Albertfalva bei diesem Angriff zerstört.

### Spätantiker Burgus
Der Burgus für die hier in der Spätantike stationierten Equites Dalmatae (Dalmatinische Reiter), konnte bisher nicht aufgefunden werden. Entweder spülte ihn die Donau fort oder er ist an einem anderen Platz zu suchen. Die Planierschicht am Kastell zeigte jedoch, dass an dieser Stelle wohl eine neue Bebauung vorgesehen war. Möglicherweise sind die dort später entstandenen militärischen Bauten (?) auch dem mittelalterlichen und neuzeitlichen Steinraub zum Opfer gefallen. Wahrscheinlich war dieser Platz bis ins frühe 5. Jahrhundert mit einer römischen Besatzung versehen.

## Truppe und Militärpersonal
Anhand der aufgefundenen Ziegelstempel lassen sich die verschiedenen in Vetus Salina stationierten Auxiliareinheiten zumindest teilweise rekonstruieren. So lag während der 2. Hälfte des 1. Jahrhunderts die rund 1000 Mann starke Cohors I Brittonum milliaria equitata (1. teilberittene Doppelkohorte der Brittonen) hier in Garnison. Der Archäologe Barnabás Lőrincz (1951–2012) ging davon aus, dass die Brittonen längere Zeit an diesem Ort blieben.
Anschließend könnte die Cohors I Alpinorum equitata (1. teilberittene Kohorte der Alpenländer) nachgerückt sein. Auch sie wird inschriftlich in Adony genannt. Wiederum im Anschluss daran ist die künftige Stammbesatzung des Kastells, die Cohors III Batavorum milliaria equitata (Antoniniana) – 3. teilberittene Doppelkohorte der Bataver „die Antoninische“ durch mehrere Inschriften in Vetus Salina gesichert. Vielleicht haben die Bataver noch das letzte Holz-Erde-Lager, mit Sicherheit aber schon das Steinkastell errichtet. Auch die nachgewiesenen Reparaturarbeiten sind dieser Kohorte zuzuschreiben. Mit dem Ende des Kastells im späten 3. Jahrhundert verlieren sich auch die Spuren der Stammeinheit von Vetus Salina an diesem Ort. Die spätrömische Anlage wurde wahrscheinlich von den Equites Dalmatae errichtet, die sich hier möglicherweise bis ins frühe 5. Jahrhundert halten konnten.
2001 veröffentlichte Lőrincz nachfolgende Aufstellung zu den für Adony möglichen Besatzungen:
| Zeitstellung        | Truppenname                                   | Bemerkung |
| ------------------- | --------------------------------------------- | --- |
| 70–85 n. Chr.       | Truppenverband unbekannten Namens             | |
| 85–101 n. Chr.      | Cohors I (Ulpia) Brittonum milliaria equitata | Um 85 wurde die Kohorte aufgestellt und sofort in Pannonien eingesetzt, wo sie bis Anfang des 2. Jahrhunderts in Vetus Salina lag. Nach ihrem Abzug aus Adony kam die Einheit nach Moesia superior (Obermösien). Im siebenbürgischen Bologa (Sebesvár), einst Dakien, wurden zwei Dachziegel mit dem Stempel dieser Kohorte im zweiten Lager entdeckt, deren zeitliche Stellung ungewiss ist. Im August 106 erhielten alle Soldaten dieser Kohorte aufgrund ihrer Verdienste während der Dakerkriege gegen Decebalus das römische Bürgerrecht.      |
| 101–118/119 n. Chr. | Cohors I Alpinorum equitata                   | Von 41 (?) bis 54 lag diese Kohorte im Donaukastell Dunaszekcső (Lugio) und war möglicherweise von 54 bis 69 nach Carnuntum abkommandiert. Zwischen 70 und 101 kann sie im ungarischen Binnenkastell Gorsium nachgewiesen werden, von wo aus sie anschließend nach Vetus Salina kam. Es existierte zeitgleich eine Kohorte gleichen Namens, die sich 103–106 in Obermösien nachweisen lässt. Im Anschluss haben die Alpenländer im Kastell Százhalombatta-Dunafüred (Matrica) Dienst geleistet und blieb dort bis zum Beginn der Markomannenkriege. |
| ab 118/119 n. Chr.  | Cohors III Batavorum milliaria equitata       | Die Kohorte war im 1. Jahrhundert in Britannien stationiert – Teile von ihr im Kastell Vindolanda – und wurde wohl unter Trajan nach Rätien verlegt. Dort ist sie nach Ausweis der bisher bekannten Militärdiplome von 107 bis 116 nachgewiesen und war möglicherweise im Kastell Ruffenhofen kaserniert. Zwischen 116 und 122/124 wurde die Truppe als Stammbesatzung nach Vetus Salina verlegt. |

1999 wurde im Donaubett die zerbrochene Grabinschrift der 37-jährig verstorbenen Valeria Aemilia aufgefunden, die ihr Mann, der Kohortentribun Valerius Timotheus, seiner „liebsten Gattin“ setzte. Valerius Timotheus war zu seiner Zeit Kommandeur der Cohors III Batavorum milliaria. Leider ist eine genaue zeitlich Zuordnung des Steines nicht möglich. Im gleichen Jahr kam auch die Porträtstele des verstorbenen Titus Aelius Karus aus dem Fluss. Der Tote, ein Veteran der 3. Bataverkohorte, ist als Ganzfigur in seiner Dienstuniform mit Tunika und Paenula abgebildet. Karus wurde frühestens in den letzten Regierungsjahren Trajans noch in Rätien bzw. spätestens um die Mitte der 30er Jahre des 2. Jahrhunderts in Niederpannonien ausgehoben. Auch die bereits im 19. Jahrhundert veröffentlichte, stark fragmentierte Inschrift des Claudius Tyrannus vom Hof des ehemaligen Posthauses in Adony bezeugt eine einstmals wichtige Militärperson von Vetus Salina. Der Verstorbene war als Legionstribun der im Nahen Osten stationierten Legio XVI Flavia Firma nach Pannonien gekommen und hatte hier den Posten des Kohortentribuns über die 3. Bataverkohorte übernommen. Laut Lőrincz entstand seine Stele zwischen 100 und 200 n. Chr.

### Grenzschutzkommandeure der Cohors I (Ulpia) Brittonum milliaria equitata
| Name     | Rang | Zeitstellung | Bemerkung                                                          |
| -------- | ---- | ------------ | ------------------------------------------------------------------ |
| Plautius | ?    | 105          | Nur ein Teil seines Namens blieb auf einem Militärdiplom erhalten. |

### Grenzschutzkommandeure der Cohors III Batavorum milliaria equitata (Antoniniana)
| Name                 | Rang                | Zeitstellung     | Bemerkung |
| -------------------- | ------------------- | ---------------- | --- |
| Marcus Flavius Miles | Praefectus cohortis | 27. Dez. 157/159 | Ein Teil des Namens dieses Ritters (Miles) war bereits seit 1830 von dem bruchstückhaft erhaltenen Diplom CIL 16, 113 bekannt. Als 1988–1990 an der weiter im Süden liegenden spätantiken brückenkopfartigen Schiffslände von Bölcske 24 Spolien (ältere, zum Bau verschleppte Inschriften) entdeckt wurden, kam auch ein Kalksteinaltar ans Licht, der den vollständigen Namen, den Rang und die Truppe des Präfekten nannte. Im September 1994 wurden noch zusätzlich zwei weitere Altäre dieses Präfekten in Bölcske geborgen. |
| Valerius Timotheus   | Tribunus cohortis   | ?                | Seine Frau Valeria Aemilia starb in Vetus Salina. |
| Claudius Tyrannus    | Tribunus cohortis   | 100–200          | Er kam als ritterlicher Legionstribun aus Syrien in die Provinz Pannonia inferior (Niederpannonien) und übernahm die Führung der Garnison in Vetus Salina. Als er dort während seiner Dienstzeit starb, hinterließ er seine Frau Ulpia Saturnina und seinen Sohn, den eques Romanus (römischer Ritter) Claudius Concordianus, die ihm seine Grabstele setzten. Möglicherweise stammte der Verstorbene aus Ephesos. Sollte dies zutreffen, wurde sein Grabstein im letzten Drittel des 2. Jahrhunderts errichtet.                  |

## Vicus
Das weitgehend unbekannte gebliebene Lagerdorf mit seinen Gräberfeldern wurde insbesondere an der West- und Südseite des Steinkastells entdeckt. Neben einfachen Gruben- und Holzhäusern gab es in Vetus Salina auch aufwendig gestaltete Anwesen, die mit hypokaustierte Räumen und Fresken ausgestattet waren. Barkóczi stellte fest, dass zur Zeit des ältesten Lagers, aber noch stärker während der darauffolgenden Holz-Erde-Lager, spätkeltische Siedler nachzuweisen sind.
Während einer Notgrabung der Archäologen Zsolt Visy und Eszter B. Vágó wurde in der Nordhälfte des Lagerdorfes römische Gräber erfasst. Neben dem weiter unten genannten Jupiter-Dolichenus-Heiligtum gab es noch andere Tempel in diesem Vicus. Eine als Tabula ansata gestaltet Bauinschrift bzw. Stifterweihung für den Genius von Vetus Salina nennt möglicherweise einen Tempel und die Statue oder einen Altar des Genius. Aufgrund der Erwähnung von Aquincum (Budapest) als Municipium kann diese Inschrift der Zeit zwischen 118 und 194 zugeordnet werden. Leider ist die Beschädigung von Teilen der Inschrift zu stark, um den Text genau entziffern zu können. Hier wird die Lesung nach Géza Alföldy wiedergegeben:
[Templum et statu]am Geni civib(us) R(omanis)
[consistentib(us) terri]t(orii) Vetuss(alinensium) quae M(arcus) Ulp(ius)
[--- datis ex tes]t(amento) HS X(decem milibus) n(ummum) fieri iusserat
[M(arcus) Ulpius --- IIvir?] m(unicipii) Aq(uincensium) d(ecurio) col(oniae) Murs(ensium) sacerd(os)
[prov(inciae) Pann(oniae) infer(ioris) trib(unus) l]eg(ionis) XII fulm(inatae) in memoriam
[patris loco publico te]rritori(i) ex HS XXXX (quadraginta milibus) n(ummum) fec(it)
Übersetzung:
„Den Tempel und die Statue des Genius hat für die römischen Bürger, die im Territorium von Vetus Salina ansässig sind, die [= Tempel und Statue] Marcus Ulpius ––– aus den in seinem Testament gegebenen 10.000 Sesterzen errichten zu lassen angeordnet hatte, Marcus Ulpius -––, Duumvir des Municipiums Aquincum, Decurio der Colonia Mursia, Priester der Provinz Niederpannonien, Tribun der Legio XII Fulminata, zur Erinnerung an seinen Vater auf öffentlichem Grund des Territoriums für 40.000 Sesterzen errichten lassen.“

Gebäude der ersten Bauphase
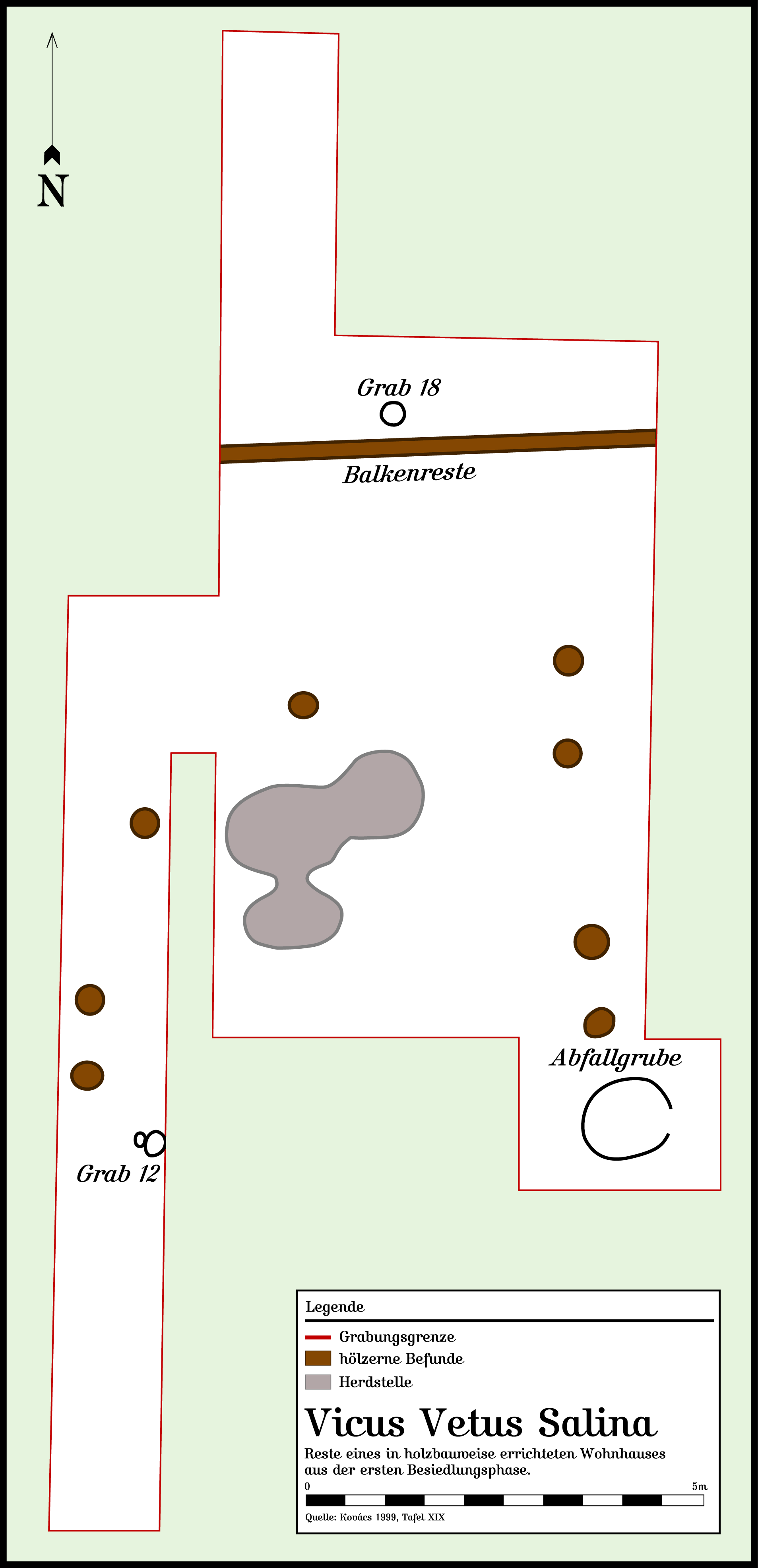
Befund eines in Holzbauweise errichteten Wohnhauses.
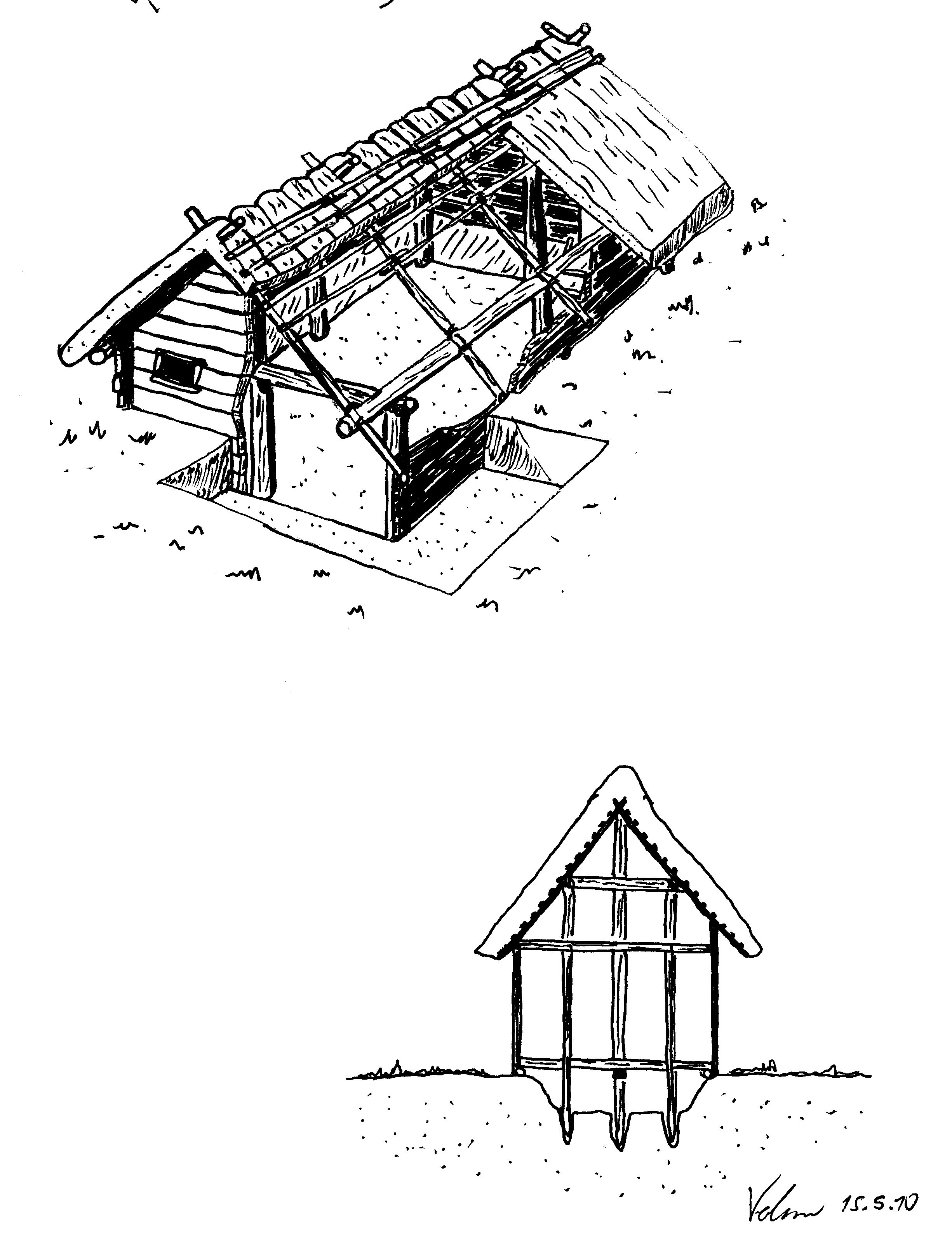
Musterbeispiele von Grubenhäusern aus Deutschland und Großbritannien.

## Jupiter-Dolichenus-Heiligtum

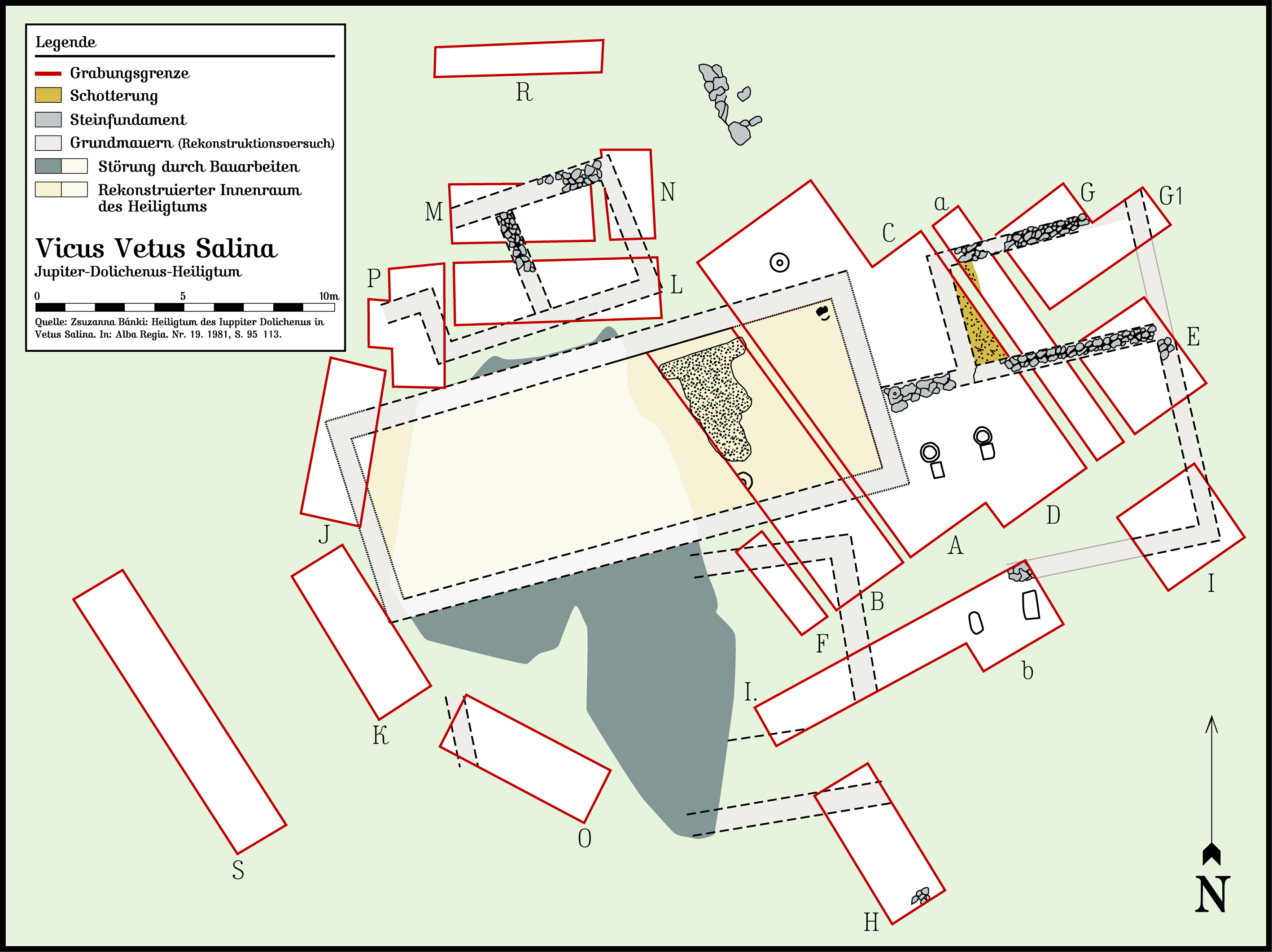
Der Tempel nach dem Grabungsplan von 1975 mit teilrekonstruierten Grundmauern.

Im Zuge der Errichtung eines Wasserwerks wurde 1975 ein zum Vicus gehörendes Heiligtum für Jupiter Dolichenus entdeckt, das sich in einer Entfernung von rund 30 Meter westlich der erhaltenen Südwestecke des Kastells befand und von der Cohors III Batavorum milliaria equitata errichtet worden war. Die Arbeiten zum Wasserwerk hatten die Westseite des antiken Bauwerks durch einen 7–8 Meter breiten und 3 Meter tiefen Graben zerstört. Mit seinem rechteckigen Grundriss war der möglicherweise im letzten Viertel des 2. Jahrhunderts errichtete Tempel ost-westlich ausgerichtet. Wie die Archäologin Zsuzsanna Bánki während der Notgrabung feststellte, ist der Untergang des Heiligtums unter Kaiser Gordian III. (238–244) mit einer Brandkatastrophe anzusetzen.
Zu den wichtigen und hochwertigen Fundstücken aus dem Tempel gehören Votivgaben, wie ein später restauriertes, aus 1000 Fragmenten bestehendes Votivdreieck, die bronzene, 5 Zentimeter hohe Statuette eines Pferdes, ein 12 Zentimeter durchmessendes, getriebenes Medaillon mit der Büste des Gottes Sol, eine stark beschädigte 13,40 Zentimeter große bronzene Votivhand mit Spuren der Brandkatastrophe, zwei bronzene Adlerstatuetten und drei Bronzestatuetten der Göttin Viktoria. Außerdem wurden zwei stark beschädigte bronzener Signumhalter und mehrere Fragmente anderer Signumhalter aufgefunden. Ein ebenfalls geborgener, 8,7 Zentimeter hoher silberner Buchstabe P wird als letzter Rest einer Inschrift im oder am Heiligtum angesehen.
Der Niedergang des Kultes begann nach 235 mit dem Ende der severischen Dynastie. Die meisten Heiligtümer wurden aufgelassen oder niedergebrannt. Aus der darauffolgenden Epoche gibt es nur noch sehr wenige Zeugnisse für die Verehrung des Jupiter-Dolichenus.

## Weitere Funde
Zum Fundgut aus Adony zählen neben der Terra Sigillata und Faltenbechern verschiedenste andere Gegenstände des täglichen Gebrauchs, darunter vergoldete bronzene Haarnadeln, Fibeln, Broschen, Armbänder und Hornkämme.

### Keramik
Wie in Budapest-Albertfalva fand sich auch in Vetus Salina am Kastell und am Vicus ein bedeutender Teil an Keramik mit stark einheimisch geprägtem Charakter. Die Formgebung dieser grauen Gefäße mit eingeglätteter Verzierung lässt sich offensichtlich von den traditionellen Gestaltungsgrundlagen der spätkeltischen Eravisker ableiten, die ihr Oppidum auf dem wahrscheinlich Mons Teutanus genannte Gellértberg im heutigen Budapest besessen haben. Nach dem Pannonischen Aufstand (6–9 n. Chr.) waren zumindest Teile dieses Stammes von den Römern in die nähere Umgebung umgesiedelt worden. Möglicherweise ist damit zu rechnen, dass auch der frühe Vicus von Vetus Salina wie in Albertfalva von den Eraviskern mitgeprägt wurde. Im Komitat Fejér, zu dem Adony gehört, sind die späten La-Tène-Formen noch im 2. Jahrhundert nachweisbar.

### Glas
Aus dem frühen Kastellareal des 1. Jahrhunderts stammen einige für die zeitliche Bestimmung wichtige Fragmente von Glasgefäßen, so die Scherbe einer halbkugeligen, tiefen Schale mit eingezogenem Rand. Gemeinsam mit den anderen zeitgleichen Glasfunden und der gleichfalls aus denselben Schichten stammenden padanischen Terra Sigillata werden die frühe Handelsbeziehungen nach Italien sichtbar.

### Inschriften
Aus Vetus Salina sind eine Vielzahl unterschiedlicher Inschriften bekannt geworden. Neben den Ziegelstempeln und Weihesteinen für Gottheiten sind auch drei bronzene Militärdiplome von erheblichem wissenschaftlichem Wert. Eines stammt möglicherweise aus dem Jahr 105, ein weiteres lässt sich in das Jahr 157 oder 159 datieren und das dritte gehört in die Jahre 192–193. Zudem fanden sich zwei von der Limesstraße stammende Meilensteine. Einer wurde unter Kaiser Mark Aurel (161–180) errichtet, gibt heute aber keine Entfernungen mehr an, da dieser Teil beschädigt ist, der andere stammt aus der Zeit des Kaisers Decius (249–251). Von Aquincum aus gemessen nennt dieser Stein eine Entfernung von 36 römischen Meilen (rund 53,28 km).

## Fundverbleib
Die wertvollen Funde aus dem Jupiter-Dolichenus-Heiligtum befinden sich heute im István-Király-Museum in Székesfehérvár (Stuhlweißenburg). Die meisten steinernen Inschriften sowie die Militärdiplome kamen in das Ungarische Nationalmuseum nach Budapest. Die Inschrift CIL 3, 10305 kann im Intercisa-Museum von Dunaújváros (Neustadt a.d. Donau) studiert werden.

## Limesverlauf zwischen dem Kastell Vetus Salina bis zum Kastell Intercisa
| Strecke | Name/Ort                                                          | Beschreibung/Zustand |
| ------- | ----------------------------------------------------------------- | --- |
| 6       | Lórév                                                             | Bei Lórév, auf der dem Kastell Vetus Salina gegenüberliegenden Donauinsel Csepel, wurden in der Vergangenheit die Grundmauern eines möglichen Burgus erwähnt. |
| 6       | Adony-Süd (Burgus Vetus Salina 1)                                 | Auf einem Luftbild zeigt sich in einem tiefliegenden Gebiet südlich von Adony ein möglicher Burgus. Das Bauwerk liegt auf einer landwirtschaftlich genutzten Fläche an der Westseite der hier unter dem Boden erhaltenen nord-südlich verlaufenden Limesstraße. Die fast quadratischen Außenmaße des Grabens betragen ungefähr 50 × 50 Meter, seine Innenmaße werden mit 28 × 28 Metern angegeben. Im Zentrum der Anlage lässt sich der eigentliche Turm als dunkle Verfärbung erkennen. Typologisch könnte es sich um einen valentinianischen Burgus handeln. Doch fehlen bis heute Ausgrabungen. |
| 6       | Adony-Süd (Burgus Vetus Salina 11)                                | Durch die Luftbildarchäologie wurde 2008 Vetus Salina 11 entdeckt. Der Turm liegt an der Westseite der Limesstraße unter einer landwirtschaftlich genutzten Fläche. Er besaß einen quadratischen Doppelgraben. Der äußere Graben umfasste 48 Meter, der innere 26 Meter. Als Lesefunde kamen zwei spätantike Bronzemünzen aus dem Boden. Sie stammen aus den Regierungszeiten des Unterkaisers Crispus (317–326) und des Kaisers Konstantin II. (337–340). |
| 6       | Adony-Szentmihály-Hügel (Burgus Vetus Salina 2)                   | Ein Luftbild aus dem Jahr 1940 zeigt möglicherweise Spuren eines Doppelgrabens, der zu einer Turmstelle gehören könnte. Der Ort wird westlich der Limesstraße – die sich hier fast mit der modernen Landstraße 6 deckt – sichtbar. Er befindet sich in einer schmalen Senke zwischen dem westlich der Straße gelegenen, markanten Szentmihály-Hügel und einem Plateau, zu dem die antike Trasse und die sie überdeckende Landstraße 6 ansteigen. Diese Senke ist verkehrstechnische so zentral, dass sich hier auch noch eine wichtige Eisenbahnlinie und die 2006 in Betrieb genommene Autobahn M6 hindurchzwängen. Der Turm mit seinem rechteckigen Grabenwerk könnte auf dem ansteigenden Fuß des Hügels gestanden haben. Der äußere Umfassungsgraben besitzt eine Seitenlänge von rund 43 Metern, der innere rund 25 Meter. Insgesamt waren die Gräben rund fünf bis sechs Meter breit. Durch seine Lage war ein guter Blick nach Norden, Süden und Osten möglich. Feldbegehungen erbrachten für die Römerzeit untypische Keramikscherben. Eine archäologische Beweisführung konnte somit nicht erbracht werden. Durch den Autobahnbau wurde die mutmaßliche Stelle in der Folge zerstört. |
| 6       | Kulcs, Landstraße 6, Kilometerstein 57/58 (Burgus Vetus Salina 3) | Dieser Fundplatz liegt an einem von Südwesten kommenden neuzeitlichen Feldweg der zur Landstraße 6 führt. Der Feldweg – auf älteren Karten noch eingezeichnet – wurde in der zweiten Hälfte des 20. Jahrhunderts aufgelassen und ist überackert. Noch heute folgt die Gemeindegrenze zwischen Kulcs und Adony seinem Verlauf. Die Turmstelle, welche auf einem Luftbild entdeckt wurde, besitzt eine mehr oder weniger rechteckiger Struktur. Die antike Limesstraße verläuft in diesem Bereich fast genau neben der modernen Trasse. Der eigentliche Straßenturm liegt von ihrem Zentrum aus rund 60 Meter westlich der römischen Straße. Die äußeren Dimensionen der Anlage werden mit 36 × 36 Metern angegeben. Zwischen 2008 und 2010 wurde die Lage des Turms zweifelsfrei identifiziert. Gleichzeitig konnten nördlich der Anlage einige Baureste entdeckt werden, deren Zweck jedoch noch erforscht werden muss. |
| 6       | Rácalmás (Burgus Vetus Salina 5)                                  | Ein römischer Wachposten wird am dortigen höchsten Punkt auf einem Hügel im Umfeld des alten Bahnhofs von Rácalmás vermutet. Dieser Hügel, der sich rund 100 Meter nördlich des Bahnhofs befindet, wurde im Laufe der 1949 begonnenen Straßenarbeiten für die Landstraße 6 an seiner östlichen Flanke angeschnitten. Damals fand auch eine Verlegung der Geleisanlagen nach Westen – außerhalb des Ortes – statt. Als 1971 eine Notgrabung im Awarenfriedhof bei Rácalmás-Rózsamajor durchgeführt werden musste, stieß ein Grabungshelfer zufälligerweise auf römische Dachziegelfragmente nahe dem alten Bahnhof, die vielleicht während der Arbeiten an dem Hügel hierher gekommen waren. Seither konnten allerdings keine Ziegel mehr vor Ort entdeckt werden. Bemerkenswert ist der Fund mehrerer römischer Meilensteine auf diesem Gebiet. Sie stammen aus den Regierungszeiten der Kaiser Septimius Severus (193–211) und Caracalla (188–217), Macrinus (217–218) sowie Severus Alexander (222–235). Die Limesstraße verlief in diesem Bereich etwas östlicher, parallel zur heutigen Landstraße.                                                                                        |
| 6       | Rácalmás (Burgus Vetus Salina 8)                                  | Im Sommer 1994 entdeckte der Luftbildarchäologe Otto Braasch westlich von Rácalmás einen bisher unbekannten Wachturm. Er befindet sich nahe an der Ostseite der heutigen Landstraße 6. Die antike Limesstraße verlief in diesem Bereich parallel zur Landstraße 6 jedoch etwas östlicher im Feld, sodass Vetus Salina 8 heute zwischen beiden Trassen liegt. Die Anlage besitzt einen quadratischen Doppelgraben. Der äußere Graben besitzt 55 Meter im Durchmesser, der innere 30 Meter. Der Turm im Zentrum liegt rund 60 Meter von der heutigen Straße entfernt. Seine dunkle Verfärbung im Luftbild deutet an, dass er aus Holz errichtet war. Die bei Feldbegehungen aufgelesenen Funde datieren in das 4. Jahrhundert. Die bedeutendsten Stücke sind eine kleine Bronzemünze aus der Regierungszeit des Unterkaisers Crispus (317–326) sowie eine 9,60 Zentimeter durchmessende Cymbala, die als Schlaginstrument paarweise eingesetzt wurde. Mit Blick auf den quadratischen, nicht durch einen Zugang durchbrochenen Graben, könnte der oberirdisch nicht sichtbare Wachturm der valentinianischen Zeit zugeordnet werden.                                                             |
| 6       | Dunaújváros-Pentele (Burgus Vetus Salina 6)                       | Durch ein Luftbild ist der Standort eines an der Limesstraße gelegenen Burgus auf einem heute überbauten Hügel kurz vor dem Kastell Intercisa gesichert. Südlich des Turms fällt das Land in ein kleines, südöstlich zur Donau führendes Tal ab. Auf der gegenüberliegenden Seite steigt das Terrain zum Plateau des Öreghegy (Alter Berg) an, auf dem das antike Intercisa lag. Ein Doppelgraben umgab den viereckigen Wohn- und Wachturm von Vetus Salina 6, der sich durch seine charakteristische Form in die Regierungszeit Kaiser Valentinians I. einordnen lässt. |
| 6       | Dunaújváros-Pentele (Burgus Intercisa 16)                         | Vom Beginn der Halbinsel Szalki – auch bekannt unter dem Namen Ifjúság – sind aus dem 19. Jahrhundert nahe der Donau zahlreiche römerzeitliche Hinterlassenschaften bekannt. Das damalige Fundspektrum bestand dabei hauptsächlich aus Werksteinen und Ziegelfragmenten. Der Fundort wird entweder als möglicher Burgus oder als eine jener brückenkopfartigen Gegenfestungen interpretiert, die für den spätantiken pannonischen Donaulimes in Ungarn so typisch sind. Zur richtigen Beurteilung dieser Interpretation ist es jedoch wichtig zu wissen, dass die Mehrzahl der Funde sekundär Verwendung verbaut waren und aus den Ruinen des bereits im Mittelalter aufgelassenen griechisch-orthodoxen Frauenklosters Monasterium S. Pantaleonis de insula Danubii (Kloster des Heiligen Pantaleon auf der Donauinsel) stammte. Der historische Ort wurde später durch eine Überflutung der Donau zerstört. |
| 6       | Dunaújváros                                                       | Südlich des letzten Burgus liegen die Reste des teilweise zu besichtigenden Kastells Intercisa mit dem Intercisa-Museum. |

| Strecke | Name/Ort                      | Beschreibung/Zustand |
| ------- | ----------------------------- | --- |
| 6       | Kulcs (Burgus Vetus Salina 4) | Im Bereich von Kulcs, dicht am Donauufer konnte ein nach Ausweis von Oberflächenfunden valentinianischer Burgus identifiziert werden. Der Turm wäre damit der bisher einzige bekannte auf der Strecke Vetus Salina–Intercisa, der zur ufernahen Grenzsicherung gehörte. Wesentlich besser ist diese Postenkette an der nachfolgenden Strecke zwischen Intercisa und Annamatia dokumentiert. Der Fundplatz nördlich einer neuzeitlichen Zufahrt zur Donau, wurde von Arbeitern und anderen Beobachtern entdeckt, als Erdarbeiten in einem Erholungsgebiet von Kulcs durchgeführt wurden. Zusammen mit einigen Fundstücken, die aus diesem Gebiet stammen, verfestigte sich die Vorstellung von einem Wachturm, der hier am Ufer gestanden haben könnte. Da sich die genaue Lage des bei den Bauarbeiten entdeckten Platzes im Nachhinein für die Archäologie nicht mehr rekonstruieren lässt, kann nur vermutet werden, dass ein später im Ort lokalisierter Turm mit dem älteren Befund identisch ist. Ein 1940 gemachten Luftbild lässt im gesamten Gebiet keinerlei Spuren einer Turmstelle erkennen. Der Ort selber – auf einem Hügel über der Donau – wäre für einen römischen Wachturm gut geeignet. Südöstlich befindet sich die Südspitze der großen Csepel-Insel, die den Fluss teilt. Zum Fundgebiet passt auch ein römischer Gußtiegel, der 300 Meter nördlich auf dem erhöhten Terrain entdeckt wurde. Möglicherweise ein Hinweis auf eine antike Siedlung. |
| 6       | Dunaújváros                   | Südlich des Burgus, in Dunaújváros, liegen die Reste des teilweise zu besichtigenden Kastells Intercisa mit dem Intercisa-Museum. |

## Denkmalschutz
Die Denkmäler Ungarns sind nach dem Gesetz Nr. LXIV aus dem Jahr 2001 durch den Eintrag in das Denkmalregister unter Schutz gestellt. Der Burgus Dunakeszi sowie alle anderen Limesanlagen gehören als archäologische Fundstätten nach § 3.1 zum national wertvollen Kulturgut. Alle Funde sind nach § 2.1 Staatseigentum, egal an welcher Stelle der Fundort liegt. Verstöße gegen die Ausfuhrregelungen gelten als Straftat bzw. Verbrechen und werden mit Freiheitsentzug von bis zu drei Jahren bestraft.